# Torrazza Piemonte
Torrazza Piemonte (La Tor  in piemontese) è un comune italiano di 3 017 abitanti della città metropolitana di Torino, in Piemonte, nella zona del Canavese.

## Via Francigena
Nel territorio del comune passa il tracciato storico della Via Francigena, proveniente da Chivasso e Castelrosso e dirigentesi successivamente verso Saluggia.

## Geografia fisica
Il territorio comunale è interamente collocato nella pianura in destra idrografica della Dora Baltea: la quota più bassa si tocca nella sua parte orientale (171 m s.l.m.), mentre il centro comunale è situato a 188 metri di altezza.

## Storia

### Simboli
Lo stemma e il gonfalone del comune di Torrazza Piemonte sono stati concessi con decreto del presidente della Repubblica del 25 ottobre 2016.
Il gonfalone municipale è un drappo di rosso.

## Società

### Evoluzione demografica
Negli ultimi cinquant'anni, a partire dal 1971, la popolazione residente è aumentata del 50%.
Abitanti censiti

## Amministrazione
Il comune è stato amministrato da giunte guidate dal partito comunista fin dagli anni '70, ma dal 2014 la giunta in carica è di centro-destra.
| Periodo | Periodo   | Primo cittadino   | Partito      | Carica  | Note |
| ------- | --------- | ----------------- | ------------ | ------- | ---- |
| 1985    | 1990      | Bruno Cena        | PCI          | sindaco |      |
| 1990    | 1995      | Bruno Cena        | PCI          | sindaco |      |
| 1995    | 1999      | Bruno Cena        | PCI          | sindaco |      |
| 1999    | 2004      | Bruno Cena        | lista civica | sindaco |      |
| 2004    | 2009      | Simonetta Gronchi | lista civica | sindaco |      |
| 2009    | 2014      | Simonetta Gronchi | lista civica | sindaco |      |
| 2014    | 2019      | Massimo Rozzino   | lista civica | sindaco |      |
| 2019    | 2024      | Massimo Rozzino   | lista civica | sindaco |      |
| 2024    | in carica | Massimo Rozzino   | lista civica | sindaco |      |